# Радослав Бубањ
Радослав Бубањ (Ниш, 14. август 1943) је бивши српски универзитетски професор, научник, друштвено-спортски радник и политичар. Бубањ је дописни члан Српске академије образовања и редовни члан Српске краљевске академије иновационих наука, доктор наука у области физичке културе, бивши редовни професор биомеханике на Факултету спорта и физичког васпитања Универзитета у Нишу, бивши ректор Универзитета у Нишу (2006—2009) и некадашњи члан Главног одбора Демократске странке Србије.

## Живот и каријера
Рођен је 1943. године у Нишу, у коме је завршио основну школу „Вук Караџић“ и гимназију Светозар Марковић. Факултет спорта и физичког васпитање Универзитета у Београду завршио је 1969. године.
Звање магистра у области спорта и физичке културе стеко је на Београдском универзитету 1975. године, након одбране магистарског рада под називом Упоређивање векторских и гониометријских параметара код прескока преко гимнастичких справа утврђених кинематографским методама, под менторством др Павла Опавског.
Докторску дисертацију из уже научне области биомеханике одбранио је на Филозофском факултету-одсеку за физичку културу Универзитета у Нишу, 1981. године, одбранивши тезу под називом Карактеристике биоелектричних манифестација код мишића третираних изометријским, балистичким и репетитивним напрезањем, под менторством др Павла Опавског.
У звање асистента изабран је 1973, а у звање доцента 1981. године на Филозофском факултету, студијска група за физичку културу у Нишу. На исом факултету у звање ванредни професор за предмет Биомеханика изабран је 1987, а у звање редовни професор 1998. године. На Факултету спорта и физичког васпитања Универзитета у Нишу (најпре Филозофском факултету – одсеку за физичку културу) ради од оснивања, 1971. године.
Атлетиком је почео рано да се бави и са 15 година постао је добитник стипендије као олимпијски кандидат. Почев од 1959. године репрезентовао је Ниш, Србију и Југославију у Софији као репрезентативац СФР Југославије у атлетици Као студент физичке културе интензивно се бавио спортом на факултету и као члан А. К. „Железничар“ из Ниша и А. К. „Црвена звезда“ из Београда, Још увек је актуелни рекордер града Ниша у дисциплини трчања на 1.000 m и 400 m са препонама.
Једно време био је кондициони тренер Ф. К. „Раднички” из Ниша у време највећих успеха клуба (учешћа у купу UEFA).
Живи ради и објављује књиге из области физичке културе у Нишу.

### Приватни живот
У браку је са супругом Наташом, бившим јуниорским прваком Југославије у бацању кугле, економистом у пензији, са којом има ћерку и сина. Ћерка Натали Бубањ Стоиљковић, доктор је хемијских наука на Универзитету Пјер и Марија Кири у Паризу, бивша је репрезентативка Југославије у одбојци и бивши члан Црвене звезде и нишког Студента. Син Саша, ванредни је професор Факултета спорта и физичког васпитања Универзитета у Нишу, 17 година је професионално играо рукомет. Био је члан РК Партизан, РК Кикинда, РК Црвенка, РК Херцлиа из Тел Авива, РК Милуз, РК Троа из Француске и РК Бонифачио са Корзике.

## Дела
Радослав Бубањ у својој дугогодишњој каријери објавио је велики број стручних и научних радова и више уџбеника, а иницијатор је учесник и координатор у више научних пројеката.
Био је ментор у више докторских дисертација.
У склопу усавршавања провео је шест месеци у припреми докторске дисертације у Француској 1977. године (фр. Faculté des Sciences d'Orsay).
Као селектор Универзитетске фудбалске репрезентације Србије 1980. године на првенству које је одржано на Малти, Радослав Бубањ је, са овом екипом фудбалера, постигао велики успех.
Радослав Бубањ у својој успешној каријери обављао је дужности:
- Управник Студијске групе за физичку културу Филозофског факултета Универзитета у Нишу
- Шеф катедре за биолошко-медицинске предмете на Студијској групи за физичку културу, Филозофског факултета Универзитета у Нишу
- Председник Универзитетског савеза за физичку културу у Нишу, Републике Србије и СФР Југославије.
- Вођа делегације националног тима СФР Југославије на Универзијади 1985. године у Кобеу (Јапан)
- Потпредседника организационог комитета Универзијаде одржане 1987. године у Загребу
- Председник техничког подкомитета светске универзитетске спортске федерације (FISU).

На месту ректора Универзитета у Нишу налазио се од 2006. до 2009. године. За члана српске академије образовања изабран је 2010. године. Говори енглески, француски и грчки језик.
| Библиографија | |
| --- | --- |
| - Bubanj, R. (2011-). Razlike i uticaj maksimalne snage mišića na gustinu koštanog tkiva između sportista i nesportista srednjoškolskog uzrasta (The Difference and the Influence of the Maximum Muscle Strength on the Bone Mineral Density Between Sportsmen and Non-Sportsmen in High Schools). Project of Ministry of Education and Science of Republic of Serbia (primarily Ministry of Science and Technological Development) in domain of Basic Research (OI 179024). - Petković, E. (2010). Optimalizacija tehnike izvođenja kružnih kretanja unazad na dvovisinskom razboju primenom kinematičkog modelovanja (Optimization of Performing Techniques Involved in Circular Backward Motion on the Uneven Bars by Using the Kinematic Modeling). Faculty of Sport and Physical Education, University of Niš. In Serbian. - Obradović, B. (2004). Povezanost antropometrijskih karakteristika, sile mišića i denziteta kosti (Correlation between Anthropometric Characteristics, Muscle Force and Bone Density). Faculty of Sport and Physical Education, University of Novi Sad. In Serbian. - Stanković, R. (2001). Relacije relevantnih biomotoričkih i antropometrijskih dimenzija kod sportista (Relations of Relevant Biomotor and Anthropometric Dimensions in Athletes). Faculty of Sport and Physical Education, University of Niš. In Serbian. - Mašić, Z. (1999). Sile ispoljene ulnarnom stranom podlaktice u statičkom i dinamičkom režimu – determinante dinamičke čvrstoće tog dela čovekovog tela (Forces Manifested by Ulnar Side of the Forearm in Static and Dynamic Regime - Determinants of the Dynamic Consistence of that Segment of the Human Body). Faculty of Sport and Physical Education, University of Novi Sad. In Serbian. - Bubanj, S., & Bubanj, R (2012). Procena snage mišića / Muscular Strength Assessment. ISBN 978-86-87249-39-4.. Faculty of Sport and Physical Education, University of Niš. . Bilingual Edition: In Serbian and in English. - Bubanj, S., Bubanj, R., Stanković, R., & Đorđević, M. Praktikum iz biomehanike / The Workbook in Biomechanics. 2010. ISBN 978-86-87249-18-9.. Faculty of Sport and Physical Education, University of Niš. .; COBISS.SR-ID 174920972. Bilingual Edition: In Serbian and in English. - Bubanj, S., Bubanj, R., & Stanković, R. Primenjena kinematika u sportu (Applied Kinematics in Sport). 2010. ISBN 978-86-87249-24-0.. Faculty of Sport and Physical Education, University of Niš. .; COBISS.SR-ID 180647180. In Serbian. - Bubanj, R (1997). Osnovi primenjene biomehanike u sportu (Fundaments of Applied Biomechanics in Sport). ISBN 978-86-80231-37-2. Autonomous Edition of Author. . In Serbian. - Bubanj, R (1997). Osnovi primenjene biomehanike u kineziologiji (Fundaments of Applied Biomechanics in Kinesiology). ISBN 86-80231-38-1 Проверите вредност параметра \|isbn=: checksum (помоћ).. Autonomous Edition of Author. . In Serbian - Branković, M., & Bubanj, R. (1997). Atletika – tehnika i metodika (Athletics – Techniques and Methodics). Autonomous Edition of Authors. ID=55525900; UDK: 796.42(075.8). In Serbian. - Bubanj, R (2012). „Novi modeli savremenih obrazovnih procesa (New Models of Contemporary Educational Proccesses).”. Godišnjak Srpske Akademije Obrazovanja. 8: 97—104. ISSN 1820-5461.; UDC: 371.3. In Serbian - Bubanj, S., Živković, M., Živković, D., Milenković, S., Bubanj, R., Stanković, R., Ćirić-Mladenović, I., Stefanović, N., Purenović, T., Stojiljković, D., Obradović, B., Dimić, A., & Cvetković, T.. „The Incidence of Sagittal Postural Deformities among High School Students: Preliminary Study”. Acta Kinesiologica. 6 (2): 27—30. 2012. ISSN 1840-3700. - Milenković, S., Bubanj, S., Živković, M., Živković, D., Bubanj, R., Ćirić-Mladenović, I., & Stojiljković, S. (2012). A Comparative Analysis of Postural Status in Two Elite Athletes: A Preliminary Study. Research in Kinesiology, 40 (2), In Press. ISSN 1857-7679 - Bubanj S., Živković M., Stanković R., Živković D., Bubanj R., & Dimić A. (2012). Difference in the Explosive Strength of Lower Extremities Between Athletes and Non-Athletes: Preliminary Research. Facta Universitatis series Physical Education and Sport, (10), 4 Spec. Issue, 296-303. ISSN 1451-740 Parameter error in {issn}: Invalid ISSN.x - Veličković, S., Kolar, E., Kugovnik, O., Petković, D., Petković, E., Bubanj, S., Bubanj, R., & Stanković, R. . „The Kinematic Model of the Basket to Handstand on the Parallel Bars.”. Facta Universitatis series Physical Education and Sport. 9 (1): 55—68. 2011. ISSN 1451-740 Проверите вредност параметра \|issn= (помоћ).X - Obradović, B., Bubanj, S., Stanković, R., Dimić, A., Bubanj, R., Bubanj, M., Bojanić, V., & Perić, S.. „Calcaneal Mineral Density in Children Athletes and the Take-Off Leg”. Acta Medica Medianae. 49 (2): 25—28. 2010. ISSN 0365-4478. - Jorgić, B., Puletić, М., Stanković, R., Okičić, Т., Bubanj, S., & Bubanj, R.. „Kinematics Analysis of Grab and Track Start in Swimming”. Facta Universitatis series Physical Education and Sport. 8 (1): 31—36. 2010. ISSN 1451-740 Проверите вредност параметра \|issn= (помоћ).X - Bubanj, S., Stanković, R., Bubanj, R., Dimić, A., Bednarik, J., & Kolar, E.. . „One-Leg vs Two-Legs Vertical Jumping Performance.”. Facta Universitatis series Physical Education and Sport. 8 (1): 89—95. 2010. ISSN 1451-740 Проверите вредност параметра \|issn= (помоћ).X - Bubanj, S., Milenković, S., Stanković, R., Bubanj, R., Živković, M., Atanasković, A., & Gašić, T. . „Correlation of Exsplosive Strength and Sagittal Postural Status.”. Facta Universitatis series Physical Education and Sport. 8 (2): 173—181. 2010. ISSN 1451-740 Проверите вредност параметра \|issn= (помоћ).X - Purenović, T., Bubanj, S., Popović, R., Stanković, R., & Bubanj, R. . Comparative „Kinematics Analysis of Different Split Front Leaps.”. Sport Science. 3 (1): 13—20. 2010.. e-ISSN 1840-3670; p-ISSN 1840-3662 - Bubanj, S., Stanković, R., Joksimović, A., Bubanj, R., Joksimović, S., Kozomara, G., & Efthimiadis, P. . „Kinematics of Accurate Inside of Foot Kick.”. Kinesiologia Slovenica. 16 (1): 77—85. 2010. ISSN 1318-2269. - Bubanj, S., Stanković, R., Bubanj, R., Bojić, I., Đinđić, B., & Dimić, A.. „Reliability of Myotest Tested by a Countermovement Jump”. Acta Kinesiologica. 4 (2): 46—48. 2010.. e-ISSN 1840-3700; p-ISSN 1840-2976 - Bubanj, S., Milenković, S., Stanković, R., Bubanj, R., Atanasković, A., Živanović, P., & Gašić, T. Correlation of Exsplosive Strength and Frontal Postural Status. In: Stankovi. 2010. ISBN 978-86-87249-26-4.ć, R. (Ed.): XIV International Scientific Congress FIS Communications 2010 in Sport, Physical Education and Recreation-Niš, Serbia, Proceedings, 191-196. . - Vukajlović, D., Gašić, T., Goranović, S., Bubanj, S., Joksimović, A., Stanković, R., & Bubanj, R. Differences in Specific Motor Skills of Young Soccer Players at Different Levels of Competition. In: Stankovi. 2010. ISBN 978-86-87249-26-4.ć, R. (Ed.): XIV International Scientific Congress FIS Comunications 2010 in Sport, Physical Education and Recreation-Niš, Serbia, Proceedings, 457-460. . - Veselinović, N., Živković, M., Bubanj, S., Marković, S., Stanković, R., Bubanj, R., & Iotov, I. (2010). Comparative Analysis of the Arm Swing above the Head in Handball. Sport and Science Sofia, 65-70. ISSN 1310-3393 - Bubanj, S., Marković, S., Stanković, R., Bogdanović, D., Bubanj, R., & Iotov, I. (2010). Comparative Kinematics Analysis of the Side Shot and the Jump Shot in Handball. Sport and Science Sofia, 71-76. ISSN 1310-3393 - Bubanj, S., Stanković, R., Obradović, B., Kolar, E., Bednarik, J., Bubanj, R., Petković, E., Dimić, A., & Đinđić, B. . „BMI as a Predictor of Important Decrease of BMD.”. Kinesiologia Slovenica. 15 (3): 29—39. 2009. ISSN 1318-2269. - Stanković, R., Bubanj, S., Herodek, K., Bubanj, R., & Marković, S.. „Influence of Different Bench Throws Tempo on Strength of Upper Extremities”. Facta Universitatis Series Physical Education and Sport. 7 (2): 153—160. 2009. ISSN 1451-740 Проверите вредност параметра \|issn= (помоћ).X - Bubanj, S., Bubanj, R., Dragić, B., & Živković, M. . „Kinematics Analysis of Jump Shot in Basketball.”. Sport Mont – Journal of Sport, Physical Culture and Health, 18, 19. 20 (6): 583—594. 2009. ISSN 1800-5918.. In Serbian - Bubanj, S., Stanković, R., Bubanj, R., & Nejić, D. . „Comparative Biomechanical Analyses of Squat Jump Without and With Flexion in Knee Joint.”. Sport Mont – Journal of Sport, Physical Culture and Health, 18, 19. 20 (6): 595—600. 2009. ISSN 1800-5918.. In Serbian - Bubanj, S., Stanković, R., Raković, A., Bubanj, R., & Đorđević, M.. „Kinematics Analyses of Sports Walking on Treadmill at Different Angles of Belt Inclinations”. Acta Kinesiologica. 3 (2): 31—37. 2009. ISSN 1840-3700.; p-ISSN 1840-2976 - Petrović, V., Bubanj, S., & Bubanj, R. Sport as a Promoter of the New Planetary Order. In. 2009. ISBN 978-86-83811-16-8.Živanović, N. (Ed.): 5-th European and 2-nd Serbian Congress of Pedagogues of Physical Culture-Niš, Serbia, Proceedings, 779-786. . - Bubanj, S., Stanković, R., Dimić, A., Obradović, B., Bubanj, R., Bubanj, M., & Perić, S. . „Risk Factors and Bone Mineral Density in Athletes and Non-Athletes.”. Acta Medica Medianae. 48 (4): 45—49. 2009. ISSN 0365-4478. - Bubanj, S., Stanković, R., Obradović, B., Kolar, E., Bednarik, J., Bubanj, R., Petković, E., Dimić, A., & Đinđić, B. . „Body Mass Index as a Predictor of Important Decrease of Bone Mineral Density.”. Kinesiologia Slovenica. 15 (3): 29—39. 2009. ISSN 1318-2269. - Aleksić, A., Stanković, M., Bubanj, S., Stanković, R., Bubanj, R., & Kozomara, G. (2009). Comparative Kinematics Analysis of the Leap with the Legs Change and Turn for 180º on the Balance Beam and on the Floor. Physical Culture Skopje, 347-350. ISSN 0350-3836. - Bubanj, R., Stanković, R., Bubanj, S., Petrović, V., & Mladenović, D. : „Comparative Biomechanical Analysis of Hurdle Clearence Techniques on 110m Running with Hurdles of Elite and Non-Elite Athletes.”. Serbian Journal of Sports Sciences. 2 (2): 37—44, —. 2008.ISSN 1820-6301; e-ISSN 1452-8827 - Bubanj, S., Bubanj, R., Stanković, R., & Petrović, V. . „Differences in Maximal Isometric Muscular Potential of Lower Extremities.”. Acta Kinesiologica. 2 (1): 19—23. 2008. ISSN 1840-3700.; p-ISSN 1840-2976 - Bubanj, R., Stanković, R, Bubanj, S., & Nejić, D. . „Analyses of Volleyball Technique of Ball Shoting at Aloft Bounce by Using Kinematics Method.”. Sport Mont – Journal of Sport, Physical Culture and Health, 15, 16. 17 (6): 37—42. 2008. ISSN 1800-5918.. In Serbian - Kolar, E., Bednarik, J., Bubanj, R., & Kovač, M. . „Evaluation of the Elite Sports Result from the Viewpoint of Different Types of Public.”. Acta Gymnica. 38 (4): 47—57. 2008.. e-ISSN 1213-8312; p-ISSN 1212-1185 - Kolar, E., Bednarik, J., Bubanj, R., & Kovač, M. . „Discovering Differences Between Olympic and Non-Olympic Sports Disciplines Based on the Top Sports Results.”. Kinesiologia Slovenica. 14 (3): 15—25. 2008. ISSN 1318-2269. - Bubanj, S., Dimić, A., Stanković, R., Obradović, B., Bubanj, R., Bubanj, M., & Bojanić, V. . „Influence of Isometric and Ballistic Muscle Potential on Differences in Bone Mineral Density of Spine and Hip Articulation at Sportsmen and Non-Sportsmen.”. Balneoclimatologia. 31 (4): 169—181. 2007. ISSN 0350-5952. - Bubanj, S., Stanković, R., Marković, S., & Bubanj, R. Kinematics Analysis of Handball Throwing of Ball at Aloft Bounce. In. 2007. ISBN 978-86-87249-04-2.Živanović, N. (Ed.): XIII International Scientific Congress FIS Comunications in Sport, Physical Education and Recreation-Niš, Serbia, Proceedings, 32-40. .; COBISS.SR.-ID 152382732 - Stanković, R., Bubanj, R., Marković, & Bubanj, S. Kinematics Analysis of Ball Throwing. In. 2007. ISBN 978-86-87249-04-2.Živanović, N. (Ed.): XIII International Scientific Congress FIS Communications in Sport, Physical Education and Recreation-Niš, Serbia, Proceedings, 41-48. .; COBISS.SR.-ID 152382732 - Veličković, S., Kugovnik, О., Kolar, Е., Bubanj, R., Madić, D., & Supej, М. : „Comparison of Some Kinematical Variables Between Under-Somersault with and without Turns on Parallel Bars.”. Revija Šport. 53 (1): 63—69. 2005. ISSN 0353-7455. - Stanković, R., Bubanj, R., & Joksimović, S. (2004). Speed Characteristics in Segments of Swing Leg at Ball Stroke Techniques in Soccer. Godišnjak, 12, 171-182. ISSN 1452-5917. In Serbian. - Bubanj, R., & Petković, D. (2001). Comparative Analysis of the Forward Somersault Techniques from the Beam of Gymnasts. VIII International Scientific Congress FIS Comunications 2001 in Sport, Physical Education and Recreation-Niš, Proceedings, 293-294. - Branković, M., Bubanj, R., & Janković, M. (1996). The Efficacy of Synthetic and Analytical Methods in Acquiring the Movement Structure of the „Back“ („Fosbury“) Technique of High Jump. Forth International Congress in Physical Education and Sport, Komotini, Greece. - Branković, M., Bubanj, R., & Janković, M. (1996). Impact of Basic Motor Variables on Result in 100m Running in Young Athletes. Forth International Congress in Physical Education and Sport, Komotini, Greece. - Branković, M., Bubanj, R., Stojiljković, S, & Chanias, A. (1996). Characteristics of General and Specific Warm-Up in Training Process of Athletes. International Scientific Congress FIS Communications'96 series Physical Education, Proceedings, 5, 137-140. - Branković, M., Bubanj, R., Stojiljković, S, & Chanias, A. (1996). Predictive Value in Set of Motor Variables on Performance in the Shot Put. International Scientific Congress FIS Communications'96 series Physical Education, Proceedings, 5, 141-144. - Bubanj, R., Branković, M., & Raković, A. (1995). Control Effects in Training Level in Football Players in the Half-Season of the Annual Training Cycle. In: Tokmakidis S. (ed.). Third International Congress in Physical Education and Sport, Komotini, Greece. - Branković, M., Janković, M., & Bubanj, R. (1995). Support Force and Friction in Sports Locomotion. International Symposium “Physical Activity and Health”, Novi Sad. In Serbian. - Branković, M., Janković, M., & Bubanj, R. (1995). Biomechanical Testing of Lowering of the Center of Gravity in the Last Three Steps of Pounce in Long Jump. International Symposium “Physical Activity and Health”, Novi Sad. In Serbian. - Branković, M., & Bubanj, R. (1995). Sports Form Assessment in the Training Process. IX Balkan Congress of Sports Medicine, Sava Centar, Belgrade, Serbia. - Bubanj, R., Branković, M., & Raković, A. (1995). Structural and Biomechanical Analysis of Sports Walking. IX Balkan Congress of Sports Medicine, Sava Centar, Belgrade, Serbia. - Branković, M., Bubanj, R., & Stojiljković, S. (1995). Types of Athletes' Condition Assessment in the Training Process. IX Balkan Congress of Sports Medicine, Sava Centar, Belgrade, Serbia. - Bubanj, R., & Branković, M. (1994). Some Theoretical and Practical Aspects of Sports Training Conduction in Athletes. International Scientific Congress FIS Communications'94 series Physical Education, Proceedings, 4, 24-25. In Serbian. - Branković, M., Janković, M., Bubanj, R., & Stanković, R. (1994). Actual Problems in Speed-Strength Preparation of Sprinters. International Scientific Congress FIS Communications'94 series Physical Education, Proceedings, 4, 61-63. In Serbian. - Branković, M., & Bubanj, R. (1993). Criterions in Children Selection for Athletics. Atletika'92. In Serbian. - Branković, M., & Bubanj, R. (1993). Cybernetics and Sports Training in Athletes. Atletika'92. In Serbian. - Bubanj, R (1992). Tribute to Electromyographic (EMG) Studies. ISBN 978-86-7379-007-7. International Scientific Congress FIS Communications'92 series Physical Education, Proceedings, 2, 117-121. YU. . In Serbian - Popović, D., Branković, M., Bubanj, R., Stanković, S., & Popović, R. (1991). Factor Analysis as an Alternative Method for the Determination of Morphological Characteristics. Sovjetski sport, Teorija i praktika fizičeskoj kulturi, 3, 54-62. In Serbian. - Bubanj, R (1984). Biomechanical Aspects of Segment Forces at the Take-Off in Muscles Activity of Lower Extremities.. Proceedings of Phylosophic Faculty of University in Niš - Department of Physical Education. In Serbian. - Bubanj, R., & Simonović, C. (1981). Relations of Velocity in Trajectories of Individual Body Segments and Centre of Gravitiy of the Body while Performing Karate Kick Oi-Zuki. Proceedings of Phylosophic Faculty of University in Niš - Department of Physical Education. In Serbian. - Bubanj, R., & Branković, M. (1993). Uticaj nastave fizičkog vaspitanja na razvoj morfoloških karakteristika učenica srednjih škola (Influence of Physical Education Classes to the Development of Morphological Characteristics in High School Pupils). XXXII/1 Congress of the Anthropological Society of Yugoslavia, Niška Banja, 27-29, 5. 1993. In Serbian. - Bubanj, R., & Branković, M. (1993). Pokazatelji razvoja morfoloških karakteristika učenika srednjih škola-sportista i nesportista (Indicators of the Morphological Characteristics in Secondary School Athletes and Non-Athletes). XXXII/1 Congress of the Anthropological Society of Yugoslavia, Niška Banja, 27-29, 05. 1993. In Serbian. - Branković, M., Bubanj, R., Popović, D., Stanković, S., & Popović, R. (1990). Possibility in Application of Cybernetics in Motor Space Development at Perspective Athletes. 4th Congress of Sport Pedagogues of Yugoslavia and 1st International Symposium, Ljubljana-Bled. - Stanković, S., Branković, M., Popović, D., & Bubanj, R. The Structure of Time Perception in Young Basketball Players. 4th Congress of Sport Pedagogues of Yugoslavia and 1st International Symposium, Ljubljana-Bled. - Opavsky, P., & Bubanj, R. (1987). The Principles of Constructing the Biomechanical Model. CESU Conference „Universiade '87“, Zagreb, SFRY. - Bubanj, R (1985). Development of University Sport in Yugoslavia and World Wide.. Conference of the Chiefs of the Delegations, Kobe, Japan. - Bubanj, R (1983). Planiranje i programiranje procesa treninga u školama fudbala u Nišu (Planning and Programming of the Training Process in the Schools of Football in Niš).. Association of Football Coaches in the Municipality of Niš. In Serbian. - Bubanj, R (1979). Fizička priprema igrača – fiziološki redosled osnovnih i složenih vežbi u uslovima rada napolju (Physical Preparation of Players - Physiological Sequence of Basic and Complex Exercises in Conditions of Outside Preparation).. Seminar of Football Coaches of Republican Leagues, Vrnjačka Banja. In Serbian. - Bubanj, R., & Dimitrijević, V. (1979). Primena novih saznanja u metodologiji trenera karatista (The Application of New Knowledge in the Methodology of Karate Coaches). Seminar of Karate Athletes of South-Eastern Serbia. In Serbian. - Bubanj, R (1977). Training Processes and their Application Contigent upon the Conditions Set.. Faculty of Medicine Pitié-Salpêtrière, University of Paris. In French. | |
| | одељак можда захтева чишћење и/или прерађивање како би се задовољили стандарди квалитета Википедије. Проблем: претерани детаљи, мешање латинице и ћирилице. Ако сте у могућности, побољшајте овај одељак. (детаљније о уклањању овог шаблона обавештења) |

## Признања
Радослав Бубањ добитник је многобројних признања, повеља и награда, међу којима су најзначајније:
- Награда „11. јануар” града Ниша 2019. године.[1][17]
- Октобарска награда града Ниша, у категорији педагога физичке културе.[16]
- Повеља капетана Мише Анастасијевића, за допринос развоју образовања.[15]
- Благодарница центра за црквене студије из Ниша, за изузетан допринос афирмацији црквених и других студија.[15]
- Добитник Златне официрске сабље Војне академије Војске Србије, за изузетан допринос афирмацији војног образовања.[тражи се извор]
- Почасни члан Ротари клуба од 2009. године.[18]